# Gerald Pearson
Gerald L. Pearson (Salem (Oregon), 31 maart 1905 – 25 oktober 1987) was een Amerikaans natuurkundige die begin jaren 1950 de eerste toepasbare silicium-zonnecel ontwikkelde.

## Biografie
Pearson bezocht de Willamette-universiteit in Salem waar hij in 1926 een Bachelor of Arts-graad verkreeg in de wis- en natuurkunde. Na een jaar gewerkt te hebben als docent ging hij naar de Stanford-universiteit, waar hij in 1929 zijn master behaalde. Zijn proefschrift, over zijn onderzoek naar röntgenstraling, werd gepubliceerd in het gerenommeerde tijdschrift Proceedings van de National Academy of Sciences.
Samen met zijn vrouw Mildred Cannoy verhuisde hij naar New York waar Pearson zijn wetenschappelijke carrière begon bij de Bell Telephone Laboratories. Hij speelde een belangrijke rol op het gebied van temperatuurgevoelige weerstanden; zo verkreeg hij 13 octrooien gerelateerd aan thermistors. Zijn carrière kreeg een belangrijke wending toen hij terechtkwam bij de groep fysici die onderzoek deden naar halfgeleidermaterialen. Zijn experimentele resultaten waren van essentieel belang bij de ontwikkeling van halfgeleidermodellen door William Shockley en John Bardeen. Modellen die leidde tot nieuwe elektronicacomponenten.
Samen met Calvin Fuller en Daryl Chapin vond Pearson de zonnecel uit, een halfgeleidercomponent waarbij zonlicht direct omgezet wordt in elektriciteit. Vanwege de hoge productiekosten werden zonnecellen – in eerste instantie – alleen voor speciale toepassingen gebruikt, en dan voornamelijk in de ruimtevaart. In 1958 was de Amerikaanse satelliet Vanguard 1 de eerste die radiosignalen vanuit de ruimte uitzond met een zonnecel van 1 watt. Pas na de oliecrisis in de jaren 1970 vonden zonnecellen een grotere ingang in de consumentenelektronica.
Eind jaren 1950 begon Pearson meer en meer te richten op de academische wereld. Met goedkeuring van Bell Labs werd hij in september 1960 aangesteld als professor elektrotechniek aan de Stanford-universiteit. Direct stelde hij een onderzoeksteam samen bestaande uit studenten. Met dit team zette hij bij Stanford zijn onderzoek naar halfgeleiders voort.

## Erkenning
Gedurende zijn leven mocht Pearson diverse prijzen en onderscheidingen in ontvangst nemen, waaronder:
- Eredoctoraat van de Willamette-universiteit (1956)
- John Scott-medaille van de stad Philadelphia
- John Price Wetherill-medaille van het Franklin Institute
- Marian Smoluchowski-medaille van de Pools Natuurkundige Sociëteit
- Solid State Science and Technology Medal and Award
- Halbach Energy Research Prize (1983)

Hij werd gekozen tot lid van zowel de National Academy of Sciences als de National Academy of Engineering. Daarnaast was hij lid van de American Physical Society en van Institute of Electrical and Electronics Engineers (IEEE). In 2008 werd hij, samen met Fuller en Chapin, postuum opgenomen in de National Inventors Hall of Fame voor zijn uitvinding van de zonnecel.